# Golfplatz Sagogn-Schluein
De Golfplatz Sagogn-Schuein is een 18-holes golfbaan in Sagogn, in Graubünden, Zwitserland.
De eerste holes werden geopend in mei 2007. De club werd in augustus 2008 geopend.
In september 2009 waren alle 18 holes bespeelbaar. Het is een baan geworden met veel gras- en weinig zandbunkers. Hij ligt op 700 meter hoogte.